# 카든라르 1. 푸트볼 리기
카든라르 1. 푸트볼 리기(튀르키예어: Kadınlar 1. Futbol Ligi 카든라르 비르 푸트볼 리기[*]→여자 축구 1부 리그)는 튀르키예의 가장 높은 여자 축구 리그이다. 1994년에 설립되었으며, 현재 12개 클럽이 참가하고 있다.

## 진행 방식
카든라르 1. 푸트볼 리기의 정규 시즌은 홈 앤 어웨이 방식의 리그전으로 진행되며 한 팀당 22경기를 치른다. 정규 시즌에서 가장 낮은 성적을 기록한 2개 팀은 카든라르 2. 푸트볼 리기로 강등되고, 정규 시즌에서 가장 높은 성적을 기록한 1개 팀은 UEFA 여자 챔피언스리그 예선 라운드에 진출한다.

## 2019-20 시즌 참가 팀
- 아다나 이드만 유르두 (Adana İdman Yurdu) - 아다나
- ALG 스포르 (ALG Spor) - 가지안테프
- 아메드 SK (Amed S.K.) - 디야르바키르
- 아타셰히르 벨레디예스포르 (Ataşehir Belediyespor) - 이스탄불
- 베식타시 JK (Beşiktaş J.K.) - 이스탄불
- 파티흐 바탄 스포르 (Fatih Vatan Spor) - 이스탄불
- 폼게트 겐칠리크 베 스포르 (Fomget Gençlik ve Spor) - 앙카라
- 하카리귀쥐 스포르 (Hakkarigücü Spor) - 하카리
- 카라데니즈에렐리 벨레디예스포르 (Karadeniz Ereğli Belediyespor) - 카라데니즈에렐리
- 키레치부르누 스포르 (Kireçburnu Spor) - 이스탄불
- 코자엘리 바얀 FK (Kocaeli Bayan FK) - 이즈미트
- 코나크 벨레디예스포르 (Konak Belediyespor) - 이즈미르

## 같이 보기
- 쉬페르리그